# 베어 (게이 문화)

베어 공동체의 프라이드 깃발

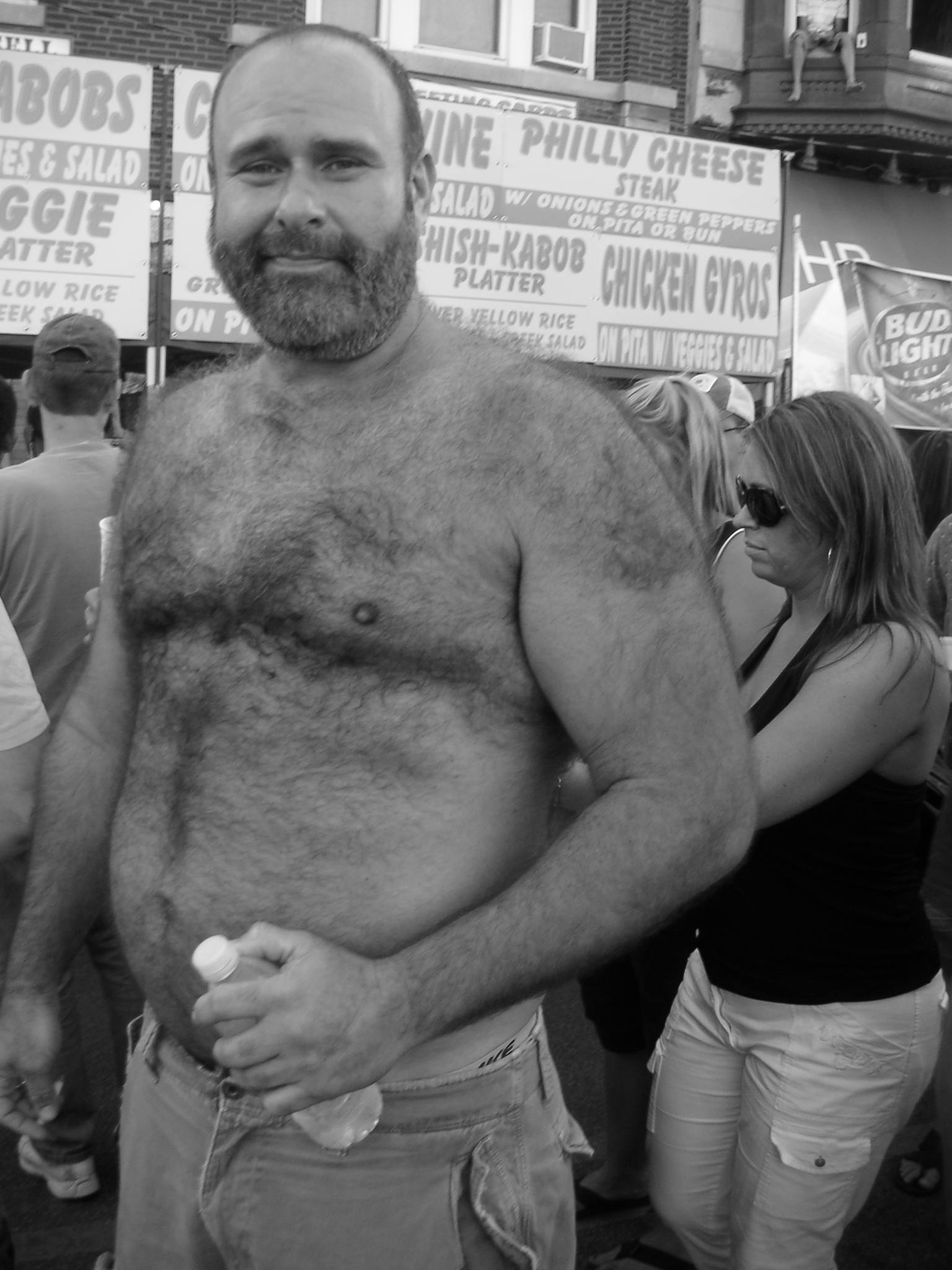
베어의 전형

베어(Bear)는 LGBT 은어에서 체격이 크고 털이 많은 남성을 말한다. 과체중이고 체모와 수염이 많은 것이 일반적이나 반드시 그렇지는 않다. 또한, 일부는 근육이 많으며 외모나 행동에서 거친 남성성을 보이기도 한다. 베어는 동성애자와 양성애자 남성 공동체의 하위문화로, LGBT 공동체에서 자신들만의 행사, 관례, 특화된 문화 정체성을 갖는 독립 집단이다.
베어는 리처드 벌저가 대중화시킨 용어로, 1987년에 당시 배우자였던 크리스 넬슨과 《베어 매거진》을 창간했다. 벌저가 이 용어를 처음 쓴 것인지에 대해서 하위 문화 집회 간에 일부 논쟁이 있었다. 한 예로, 조지 마제이는 베어 매거진이 창간되기 8년 전인 1979년 《디 애드버킷》의 "누구의 동물원에 누가 사는가?"라는 기사에서 동성애자의 특성은 곰을 포함한 일곱 종류 동물로 나눌 수 있다고 언급하였다.
일부 베어는 극단적 남성성을 추구하여, 여성스러운 남성을 피하고 경멸하기까지 하는 태도를 보인다. 베어의 개념은 정체성과 소속감으로 기능할 수 있으며, 베어 공동체 내에서 베어의 자질에 대한 논쟁으로 계속해서 이어지고 있다. 하지만, 이러한 과정을 통한 합의 도출은 베어 공동체에서 중요한 부분이기도 하다. 특히, 외모에 상관하지 않는 베어 공동체에서는 많은 베어 공동체 조직에서 "삶과 친구에 대한 긍정적 태도, 지역 공동체를 돕는 것"과 같은 포괄적 가치를 베어 운동의 중심 가치로 정하는 것을 환영하고 있으나, 아직까지 신체적 특성을 베어 정체성의 중심으로 두는 견해도 다른 정의에서 흔하게 찾아볼 수 있다.
베어는 대체로 동성애자, 또는 양성애자 남성이며, 트랜스젠더나 트랜스섹슈얼 남성, 성별의 꼬리표를 거부하는 사람들 또한 베어 공동체로 점점 유입되는 추세이다. 그러나, 곰과 같은 신체적 특성을 가지는 이성애자 남성을 동성애자 친구와 가족(또는 유명 인사의 경우 동성애자 팬)이 비공식적으로 베어로 불러주는 경우도 있다. 소수의 레즈비언, 특히 부치는 자신들을 우르술라라는 별개의 부류로 칭하여 베어 문화에 참여하기도 한다.